# 傑佛遜縣 (威斯康辛州)
傑佛遜縣（英語：Jefferson County）是位於美国威斯康辛州東南部的一個縣。面積1,509平方公里。根据美国人口调查局2000年统计，共有人口74,021人。县治傑佛遜。
成立於1836年12月7日。縣名是紀念第三任總統托马斯·杰斐逊。